# Methona psamathe
Methona psamathe är en fjärilsart som beskrevs av Frederick DuCane Godman och Osbert Salvin 1898. Methona psamathe ingår i släktet Methona och familjen praktfjärilar. Inga underarter finns listade i Catalogue of Life.